# Pererub
Pererub (biał. Пераруб, Pierarub; ros. Переруб, Pierierub) – wieś na Białorusi, w obwodzie brzeskim, w rejonie janowskim, w sielsowiecie Rudzk, nad Piną i Kanałem Dniepr-Bug (Królewskim).

## Historia
W XIX i w początkach XX w. położony był w Rosji, w guberni mińskiej, w powiecie pińskim, w gminie Moksze. Właścicielami wsi byli wówczas Pusławscy.
W dwudziestoleciu międzywojennym leżał w Polsce, w województwie poleskim, w powiecie pińskim, w gminie Brodnica. W 1921 wieś liczyła 232 mieszkańców, zamieszkałych w 44 budynkach, w tym 229 Białorusinów i 3 osoby innych narodowości. Wszyscy oni byli wyznania prawosławnego.
Po II wojnie światowej w granicach Związku Sowieckiego. Od 1991 w niepodległej Białorusi.